# Gare de Casamozza
La gare de Casamozza est une gare ferroviaire française de bifurcation des 2 lignes à (voie unique à écartement métrique) de Bastia à Ajaccio et de la côte orientale corse (fermée), située sur le territoire de la commune de Lucciana, dans le département de la Haute-Corse et la Collectivité territoriale de Corse (CTC).
Construite par l'État, elle est mise en service en 1888 par la Compagnie de chemins de fer départementaux (CFD). C'est une gare des Chemins de fer de la Corse (CFC), terminus du « secteur périurbain de Bastia », desservie par des trains « grande ligne » et « périurbain ».

## Situation ferroviaire
Établie à 33 mètres d'altitude, la gare de Casamozza est établie au point kilométrique (PK) 21,0 de la ligne de Bastia à Ajaccio, entre les gares de Lucciana et de Barchetta (entre les deux s'intercale la halte fermée de Prunelli).
Ancienne gare de bifurcation, elle était l'origine de la Ligne de la côte orientale corse, avant la halte fermée d'Arena-Vescovato.

## Histoire
Construite par l'État, la « station de Casamozza » est mise en service le 1er février 1888 par la Compagnie de chemins de fer départementaux (CFD) lors de l'ouverture à l'exploitation de la section de Bastia à Corte du chemin de fer de Bastia à Ajaccio. Des travaux routiers furent nécessaires pour qu'elle puisse desservir la commune de Vignale.
En juillet 1953, la gare perd sa fonction de gare de bifurcation à la suite de la fermeture du dernier tronçon de la ligne de la côte orientale corse.

## Service des voyageurs

### Accueil
Gare des Chemins de fer de la Corse, elle dispose d'un bâtiment voyageurs, avec guichet ouvert tous les jours.
Un passage platelé permet la traversée des voies pour l'accès au quai d'en face.

## Dessertes
Casamozza est desservie par des rames CFC « grande ligne » de la relation Bastia - Ajaccio, ou Corte, et Bastia - Calvi. C'est également une gare terminus du « Secteur périurbain de Bastia » desservie par des rames CFC de la relation Bastia - Casamozza.

### Intermodalité
Le stationnement des véhicules est possible à proximité devant la gare sur un parking qui se développe en longueur.

## Ateliers des Chemins de fer corse
Les ateliers des CFC sont situés face aux quais vers l'Est avec un embranchement sur voie d'évitement. Ces ateliers s'occupent de toute la maintenance du matériel roulant des CFC.